# Peseux (Neuchâtel)
Peseux − dzielnica miasta Neuchâtel w zachodniej Szwajcarii, we francuskojęzycznej części kraju, w kantonie Neuchâtel. Do 31 grudnia 2020 samodzielna gmina.
Według stanu na 31 grudnia 2020 roku miejscowość liczyła 5796 mieszkańców.